# يوحنا بتزجس
يوحنا بتزجس (اليونانية: Ἰωάννης Πιτζιγαῦδης) ، لقبه يُعطى أيضًا بشكل مختلف باسم بتزجدس (Πιτζιγαύδιος) وبتزجبدس (Πιτζογάβδης) وبيتاجدس (Πιττιγαύδης) من مؤرخين بيزنطيين مختلفين، كان مسؤولًا ومبعوثًا بيزنطيًا للعرب.
وقد ذكره ثيوفانس المعترف، وكذلك المؤرخون اللاحقون مثل سمعان لوغوثيتيس [الإنجليزية]
، والبطريرك نقفور الأول من القسطنطينية [الإنجليزية]
، وثيودوسيوس الملطي، وجورج موناكوس [الإنجليزية]
، وكدرينوس ، وزوناراس، وفي كتاب الإمبراطور قسطنطين السابع من إدارة الإمبراطورية. وفقًا لهذه الروايات، كان يوحنا من أصل نبيل، وكان بطريقًا، وكان يتمتع بخبرة كبيرة في الأمور السياسية. بعد فشل الحصار العربي الأول للقسطنطينية، أرسله الإمبراطور قسطنطين الرابع، على الأرجح في عام 678، لإبرام معاهدة سلام مع الخليفة الأموي معاوية بن أبي سفيان، وقد تمتّع بعلاقات جيدة مع معاوية. وفقًا لهنري يول، فإنه يُشار إليه بالمبعوث البيزنطي "يينيو"، الذي ورد ذكره في الكتاب الصيني القديم لتانغ باعتباره قائد المفاوضات مع تا شي (العرب).